# Industri- og Næringspartiet
Die Industri- og Næringspartiet (deutsch: Industrie- und Wirtschaftspartei, INP) ist eine norwegische politische Partei.

## Geschichte
Sie wurde in Vemork in der Stadt Rjukan am 29. Februar 2020 gegründet.
Die Partei sammelte die notwendigen 5.000 Unterschriften von Wahlberechtigten und wurde am 6. Mai 2020 von Brønnøysundregistrene als nationale politische Partei registriert. Die INP konnte zur Parlamentswahl in Norwegen 2021 Listen in allen Bezirken vorlegen. Zwischenzeitliche Fusionspläne mit der Helsepartiet, mit der man bei den Kommunal- und Fylkestingswahlen 2023 mit gemeinsamen Wahllisten antrat, wurden im Jahr 2024 wieder gestoppt. Bei der Fylkestingswahl eroberte die INP Mandate in jeder Fylkeskommune, ihr bestes Ergebnis erreichte sie dabei in Vestland.
Nach den Lokalwahlen im Herbst 2023 kam es parteiintern zu Splitterungen und die Partei fiel in Wahlumfragen zurück. Im Februar 2025 berichtete der norwegische Rundfunk, dass bereits über 18 Prozent der 238 Personen, die 2023 für die INP in Kommunalparlamente eingezogen waren, nicht mehr Mitglied der Partei seien.

## Parteiprogramm und Ideologie
Die Partei will eine Einschränkung der Öl- und Gasindustrie verhindern und präsentierte Slogans wie „Stabilität und Berechenbarkeit“ und „Entwicklung statt Abwicklung“. Der staatlich kontrollierte Konzern Equinor dürfe nicht privatisiert werden. Der Ausbau von Windenergie soll verhindert werden, weil er Natur und Erholungsräume schädige. 
Die INP setzt sich für eine Erhöhung der Altersrenten ein und kritisiert die Rentenformel des Reformpakets der Regierung Solberg von 2011. Volksbefragungen sollen in der Verfassung verankert werden, um das Instrument der norwegischen Volksabstimmungen zu ergänzen. Die INP lehnt einen EU-Beitritt ab und will bisher erfolgte Absprachen im Rahmen des EWR („suverenitetsavståelser“) aufkündigen. 
Die INP beschreibt sich selbst als dezentralistische Partei der Mitte („distriktsvennlig, sentrumsorientert“). Ihr Parteiprogramm bezeichnet sie als vernunftsorientiert, während konkurrierenden Parteien als ideologisch befangen beschrieben werden.

## Wahlergebnisse
| Wahl                 | Stimmen | %   | Sitze | ±   |
| -------------------- | ------- | --- | ----- | --- |
| Parlamentswahl 2021  | 10.031  | 0,3 | 0     | 0,3 |
| Fylkestingswahl 2023 | 91.445  | 4,3 | 29    | 4,3 |
| Kommunalwahl 2023    | 79.996  | 3,0 | 238   | 3,0 |

## Parteiführung
Parteigründer ist Owe Ingemann Waltherzøe, beruflich auf der Gudrun-Bohrinsel im Sleipner-Feld tätig und ehemaliger Mitarbeitervertreter bei Equinor. Zum Januar 2023 wurden Joar Nesse und Finn Arne Follestad zu Stellvertretern gewählt. Im Januar 2024 trat Waltherzøe von seiner Position als Parteichef zurück.
| Zeit      | Name                       |
| --------- | -------------------------- |
| 2020–2024 | Owe Ingemann Waltherzøe    |
| 2024      | Joar Nesse (kommissarisch) |
| 2024–     | Ann Jorunn Hillersøy       |